# Louwrens Appelcryn
Louwrens Appelcryn est un nageur sud-africain.

## Carrière
Louwrens Appelcryn est médaillé de bronze du 1 500 mètres nage libre aux Jeux africains de 1995 à Harare,.
Il a étudié à l'université d'État de Ball. Il est le capitaine de leur équipe de natation et a été nommé meilleur nageur de l'université en 1999.